# André Carvalhas
André Filipe Silva Carvalhas (Lisboa, 7 de março de 1989) é um futebolista de Portugal.

## Títulos

### Olhanense
- Liga de Honra: 2008/09

### Tondela
- Segunda Liga: 2014/15

### Portimonense
- Segunda Liga: 2015/16